# Hrachoviště
Hrachoviště (en allemand : Hrachowischt) est une commune du district de Jindřichův Hradec, dans la région de Bohême-du-Sud, en République tchèque. Sa population s'élevait à 78 habitants en 2020.

## Géographie
Hrachoviště se trouve à 9 km au sud de Třeboň, à 30 km au sud-ouest de Jindřichův Hradec, à 22 km à l'est-sud-est de České Budějovice et à 130 km au sud-sud-est de Prague.
| - OpenStreetMap Limite communale. |

La commune est limitée par Jílovice au sud, à l'ouest et au nord, par Třeboň au nord et par Cep à l'ouest.

## Histoire
La première mention écrite du village date de 1366.